# Pisacoma (distrito)
Pisacoma é um distrito do Peru, departamento de Puno, localizada na província de Chucuito.

## Transporte
O distrito de Pisacoma é servido pela seguinte rodovia:
- PU-131, que liga a cidade de Huacullani  ao distrito de Capazo [1][2][3]